# Wendigo (Bűbájos boszorkák)
Az első Wendigo egy elhagyott szerelmes ember volt, kinek megfagyott a szíve. Ebben az epizódban Piper kerül komolyabb bajba, de mint mindig a két testvére sikeresen megmentik, de nem csak őt, hanem Andy felügyelőt is.

## Cselekmény
|  | Alább a cselekmény részletei következnek! |

Teliholdas éjszaka van. Piper autója deffektet kap és Phoebe telefonon próbál neki segédkezni. Piper próbálkozik, de rosszul sül el. Felhívja az autóklubot, eközben Phoebe és Prue a Quake-ben arról beszélgetnek, hogy a hugica dolgozhatna Prue-val az aukciós házban. Rövid győzködés után a boszi bele is egyezik és felveszi Phoebe-t.
Piper egyre idegesebb. Elindul egy telefonfülke felé, amikor a mögötte lévő bokorrengetegben megreccsen valami. Körülnéz, majd ijedten tovább megy. Újra az a reccsenés. A boszi hátranéz és meglát a bokrok között egy szörnyet. Befut a telefon fülkébe, majd a szörny utánafut. Pipernek nincs ideje megfagyasztani. A dulakodás közben a szörny betöri a fülke ajtaját és sikeresen megvágja Piper karját. Végül egy Billie nevű férfinek sikerül megmentenie Pipert egy tűzpisztollyal, ugyanis az a lény fél a tűztől.
Piper kórházba kerül, bekötözik a sebét, majd ki is engedik. Megjelenik egy új nyomozó; Ashley Fallon ügynök az FBI-tól. Piper az Árnyékok könyvét lapozgatva rájön, hogy a szörny egy Wendigo. Az első Wendigo egy ember volt, akit elhagyott a szerelme és ő dühből kitépte a szívét. Ám azonban az övé abban a pillanatban megfagyott és átalakult. A Wendigo a telihold három állásában támad. Elmesélte Billie-nek mit tudott meg és a férfi szaladt is, hogy elmesélje Fallon ügynöknek, de a társalgás balul sül el. Billie meggyújtja az öngyújtóját, amitől az ügynök megijed és, hogy Billie ne kürtölje szét, hogy ő a Wendigo kitöri a nyakát.
Piper otthon pihen, amikor Andy és Fallon ügynök elmesélik neki a szörnyű hírt; Billie meghalt. Később Phoebe az aukciós házban rábukkan egy aranykarkötőre. Prue-val megakadályozzák, hogy ezt a tételt elárverezzék, ugyanis Phoebe-nek látomása lesz egy autóbalesetről, aminek folytán egy ötéves kislány elveszik. Segítenek a kislánynak, Terry Lane-nek megtalálni az édesanyját.